# Romescamps
Romescamps is een gemeente in het Franse departement Oise (regio Hauts-de-France) en telt 482 inwoners (1999). De plaats maakt deel uit van het arrondissement Beauvais.

## Geografie
De oppervlakte van Romescamps bedraagt 10,5 km², de bevolkingsdichtheid is 45,9 inwoners per km².
De onderstaande kaart toont de ligging van Romescamps met de belangrijkste infrastructuur en aangrenzende gemeenten.

## Demografie
Onderstaande figuur toont het verloop van het inwonertal (bron: INSEE-tellingen).